# HD 49705
HD 49705，又名CP-54 1115，SAO 234704、HR 2524，是一颗恒星，视星等为6.46，位于銀經264.22，銀緯-22.5，其B1900.0坐标为赤經6h 44m 39.4s，赤緯-54° -22.5′ 7″。